# NGC 5031
NGC 5031 is een spiraalvormig sterrenstelsel in het sterrenbeeld Maagd. Het hemelobject werd op 17 maart 1881 ontdekt door de Amerikaanse astronoom Edward Singleton Holden.

## Synoniemen
- NGC 5031
- MCG -3-34-24
- PGC 46006